# البرطي (الحيمة الداخلية)

تعديل مصدري - تعديل

البرطي هي إحدى قرى عزلة بني الحذيفي بمديرية الحيمة الداخلية التابعة لمحافظة صنعاء، بلغ تعداد سكانها 40 نسمة حسب تعداد اليمن لعام 2004.